# Grangrund, Korsnäs
Grangrund är en ö i Finland. Den ligger i Norra kvarken och i kommunen Korsnäs i den ekonomiska regionen  Vasa i landskapet Österbotten, i den västra delen av landet. Ön ligger omkring 35 kilometer sydväst om Vasa och omkring 360 kilometer nordväst om Helsingfors.
Öns area är 5 hektar och dess största längd är 430 meter i öst-västlig riktning. I omgivningarna runt Grangrund växer i huvudsak blandskog.